# Тутракан
Ту́тракан (болг. Тутракан) — місто в Силістринській області Болгарії. Адміністративний центр общини Тутракан.
Це друге за величиною місто в області.

## Населення
За даними перепису населення 2011 року у місті проживала 8641 особа.
Національний склад населення міста:
| Національність   | Кількість осіб | Відсоток |
| ---------------- | -------------- | -------- |
| болгари          | 6401           | 76,4%    |
| турки            | 1653           | 19,7%    |
| цигани           | 232            | 2,8%     |
| інша             | 31             | 0,4%     |
| не визначились   | 64             | 0,8%     |
| Всього відповіли | 8381           |          |

Розподіл населення за віком у 2011 році:
Динаміка населення:

## Географія
Місто знаходиться в 58 км на схід від Русе, в 62 км на захід від Сілістри і в 74 км на північ від Разграда.   Гавань сприяє комунікації і визначає значне місце, яке воно займає   у своєму історичному розвитку.
Місто розташоване на 26°36 ' східної довготи і 44°03' північної широти. Висота над рівнем моря становить 13 м, а плато (плоска частина міста), що знаходиться в 500 м від річки, досягає 126 м.
Тутракан - міський центр з 15 населеними пунктами, 440 кв. км. площі та населенням 7258 чоловік.

## Історія

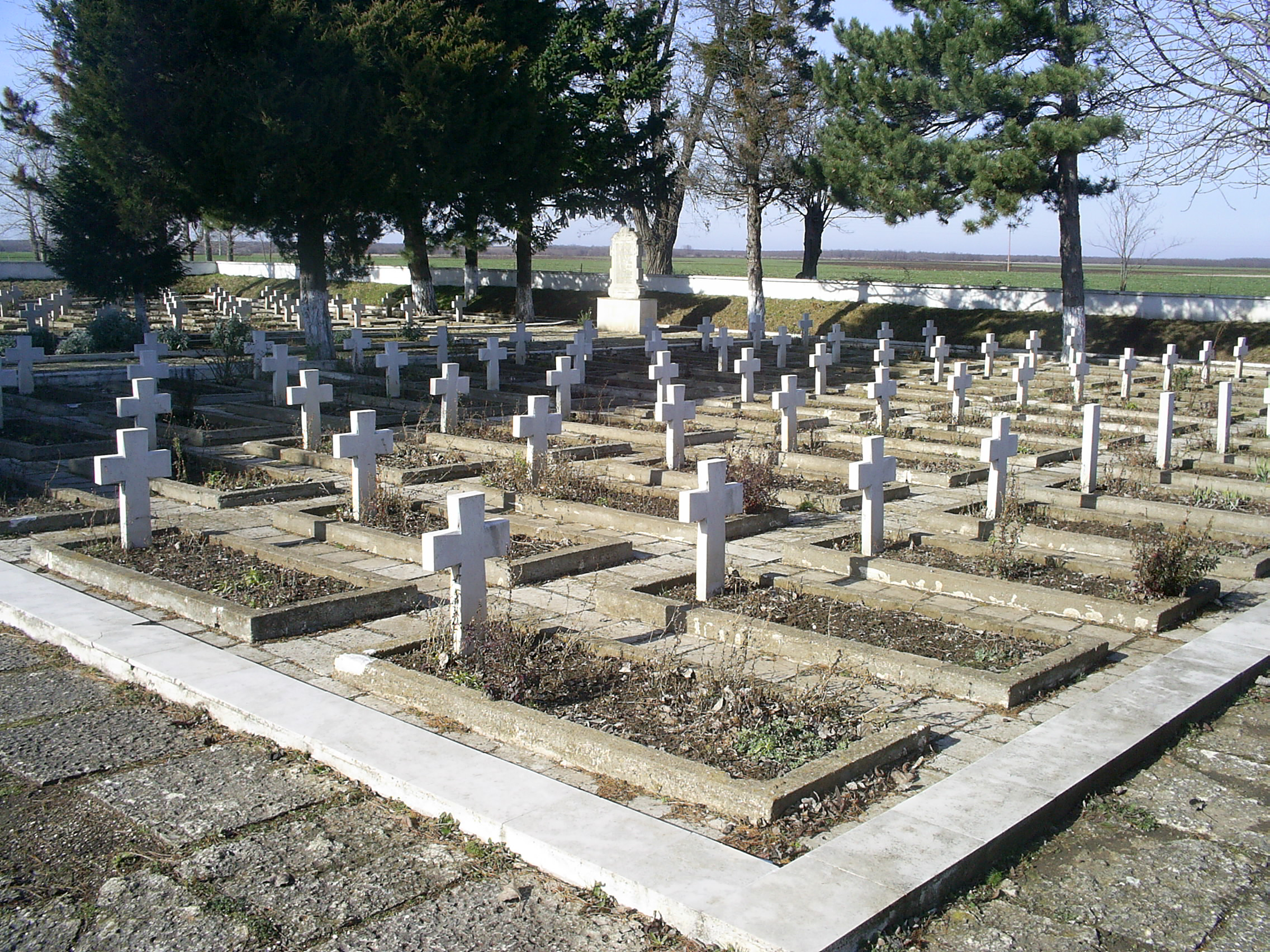
Національний меморіал "Військове кладовище" біля Тутракану

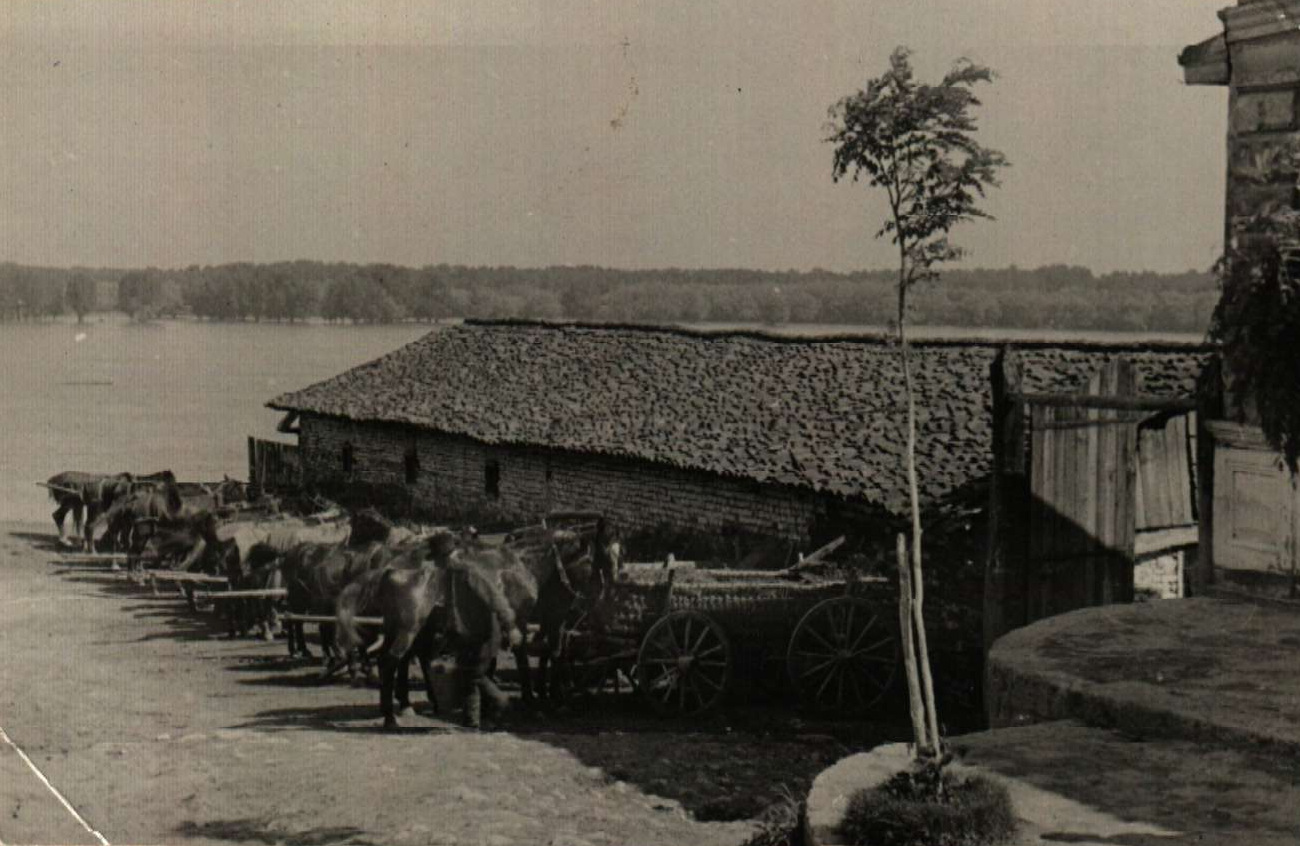
Хан в Тутракані, до 1945 року

У римську епоху в місті була заселена частина 11-го Клавдійського легіону. Ця інформація походить з кам'яного напису від 18 жовтня 294 року. Назва " Трансмаріська" означає "Поселення за болотами", що стосується протилежної  низовини навколо сьогоднішнього румунського міста Олтениця. За часів імператора Валентина (366) на Дунаї був збудований  міст.
Місто є частиною староболгарських фортець з часів Першого Болгарського царства і його назва відображає титул.  "Тмутаракан" був командиром  прикордонного підрозділу.  Середньовічні арабські географи відзначають місто під назвами Рекран, Закатра, Тракан, Тарака.  Інші згадують про нього як про Туквант, Торкан, Дуракам, Дирака, Диркана, Таткракам.  У XV-XVI століттях у місті було багато річкових млинів (на річці Дунай) і вітряні млинів (уздовж берегів), які збереглися до недавніх пір, і останній водяний млин (шифмюле) дожив до 1942 року.
В історії Тутракану було записано імена двох відомих російських генералів. 10 травня 1773 р. Олександр Суворов підкорив місто. Після виведення російських військ турки розширили і зміцнили фортецю, але це не завадило генералу Михайлу Кутузову підкорити його 11 жовтня 1810 року.
21 травня, після  турецького нападу, Суворов вирішив, без будь-якої домовленості з начальством, захопити укріплений тутраканський гарнізон.  Турецькі війська були атаковані зненацька і тому Тутракан захоплений значно меншими силами, ніж турецькі  і з мінімальними втратами.  Перемога має важливе тактичне значення, оскільки турецький зв`язок між Сілістрою і Рущуком був перерваним.
Трофеї першої перемоги Суворова над турками складають 10 прапорів, 50 човнів та інших суден, у тому числі повних товарами. 6 легких турецьких гармат були доставлені до човнів; 8 важких - кинуті в Дунай. Росіяни втратили 60 вбитими і 150 пораненими.
Замість простого звіту, Суворов послав до Румянцева наступні вірші:
- Слава Богу! Дякуємо! Туртукай взятий і я там

Начальник посилає свій оригінальний звіт імператриці про " безпрецедентну лаконічність безпрецедентного Суворова".  Водночас він подає на нього військовому суду за його самовольні дії.  «Військова колегія підготувала доповідь, в якій її секретар не пропустив жодного закону, аби привести мене до погибелі», - сказав пізніше Суворов.  Військова колегія засудила його до смерті, але Катерина II не схвалила вирок, вирішивши: "Переможці не судять!".
Однак командування не скористалося перемогою Суворова, і турецькі війська знову захопили Тутракан, а потім спробували його зміцнити. Тільки 28 червня, цього разу  розпорядженням командування, Суворов напав і захопив фортецю вдруге, незважаючи на чотириразову перевагу в силах турецьких військ. За перемогу був нагороджений орденом Святого Георгія II.
У дев'ятнадцятому столітті Тутракан був бідним рибальсим, ремеснічим і виноградницьким містечком, але з великою кількостью  човнів і водяних млинів. У 1862 р. була побудована велика церковна і світська школа, а в 1873 р. засновано громадський центр «Відродження». У 1867 році загін Панайота Хитова із  Василем Левським пересік Дунай біля Тутракану з боку Румунії, щоб звільнити Болгарію. А в 1876 році  це робить й загін Таньо воєводи.
На початку 20 століття і пізніше Тутракан був найбільшим дунайським риболовним центром в країні. З 1913 року  перебуває у Румунії під назвою Туртукай. Під час Першої світової війни відбулася знаменита Тутраканська битва. Місто зменшується, а населення скорочується. У 1940 році   Південна Добруджа   і Тутракан була повернена Болгарії.

## Релігії
У Тутракані існують наступні релігії:
- Східне православ'я - понад 60% населення;
- Іслам - в місті є турецький квртал, є мусульманські цигани;
- Алевіти - в самому місті немає таких (вони в основному в Преславцях близько 15 км на південь), але у місті бувають  паломники;
- Адвентисти сьомого дня - близько 100 чоловік.
- Протестанти

## Державні установи
- Охоронна територія "Калимок-Брушлен"[7]
- Історичний музей[8]
- "Нікола Вапцаров"
- Обрядовий будинок
- Вища школа "Христо Ботев"
- Вища школа ім. Йордана Йовкова

## Визначні пам'ятки

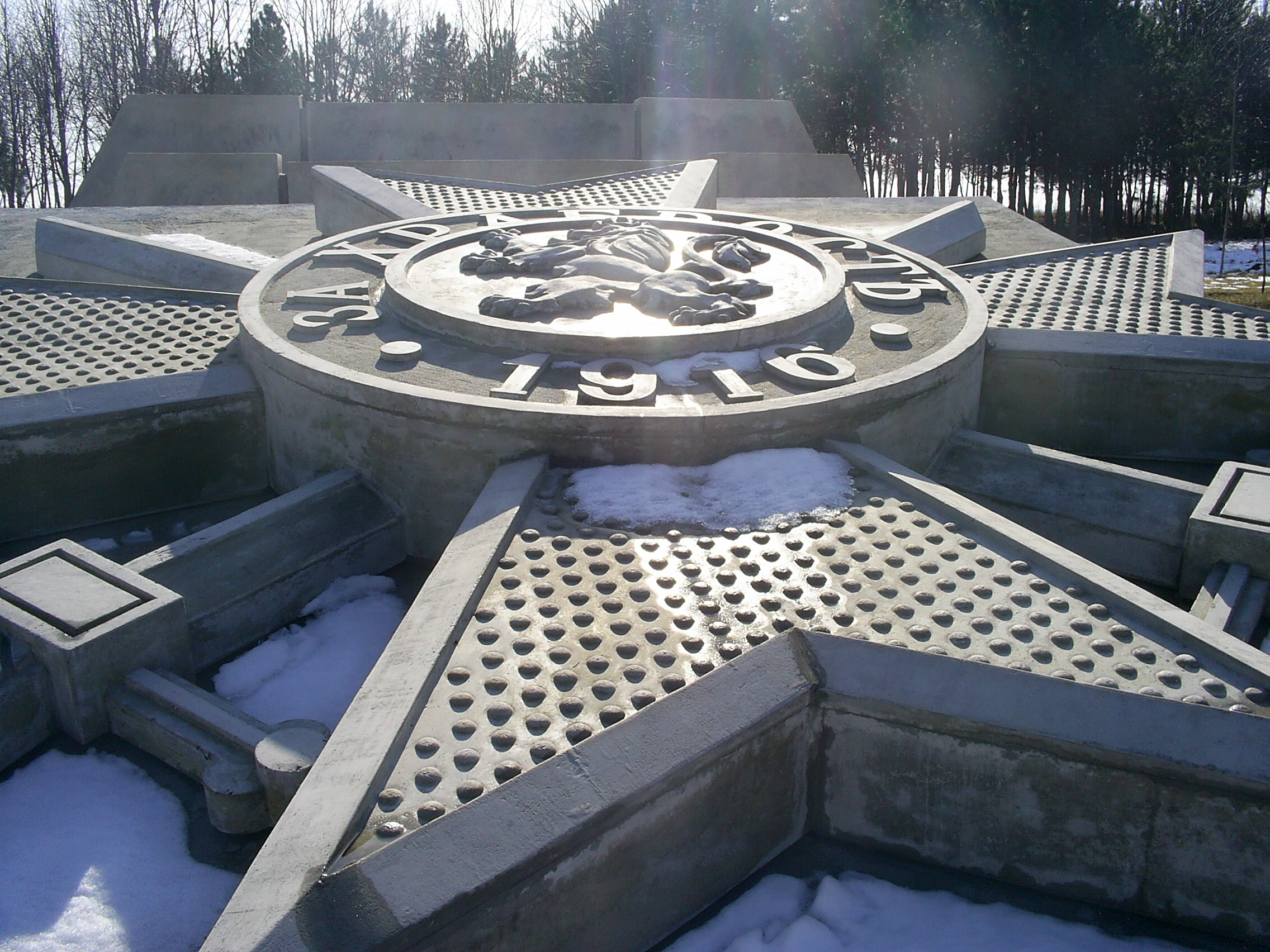
Меморіал Тутракан

Завдяки мальовничому розташуванню на пагорбах навколо Дунаю, Тутракан відомий як Дунайське Тирново.

### ЗМІ
- "Фокус"-радіо
- Місцева газета "Тутраканський голос"

### Музеї
- Історичний музей - адреса: пл. Суворова 1/61235, 61345
- Етнографічний музей "Дунайська риболовля та будівництво човнів" - частина Ста національних об'єктів БТС.
- Експозиція "Тутраканська епопея"
- Військове кладовище (Тутракан) — частина Сто туристичних національних туристичних об'єктів БТС.

### Архітектурні запаси
- Рибацький квартал[9]  розташований біля церкви Св.  Миколая на березі річки  Дунай в північно-східному куті міста.

### Природні пам'ятки
- Охоронна територія "Калимок - Брушлен" - розташована на захід від Тутракану на площі 60 000 га.  Орнітологічно важливе місце міжнародного значення BG30.
- Охоронювана територія "Пожаревські острови" - розташована на схід від Тутракану.  Вона охоплює острів Малий Пожарево і східну частину острова Велике Пожарево.    Орнітологічно важливе місце міжнародного значення BG31.
- Охоронюваний ділянка «Сая кулак» - розташована на схід від Тутракану на території села  Дунавець.  Історичне місце.  Тут були загони Панайота Хитова,  Василя Левського і Таньо воєводи.  Щороку відбувається молодіжна акція «Слідами Таньо Войводи».
- ОВМ «Стената» — розташований на південний захід від Тутракану. Стіна лесу довжиною близько 100 метрів.  Найбільша колонія бджолоїдки в Болгарії.  Орнітологічно важливе місце міжнародного значення BG32.
- «Болотний Кипарис» — розташований на острові Радецький на захід від міста.  Єдиний ареал болотного кипарису в країні.

## Регулярні події
- На шляху загіну Таньо Стоянова - 29 травня 2006 року
- Кайсиєва фієста - липень
- Щороку в першу неділю вересня відзначається на меморіальному комплексі "Військова могила 1916 року" пам'ять про  воїнів, які загинули в епічному бою за Тутракан 5 і 6 вересня 1916 року.
- Фестиваль річки Дунай - серпень

## Особи
Народилися в Тутракані
- Ангел Чешмеджиев

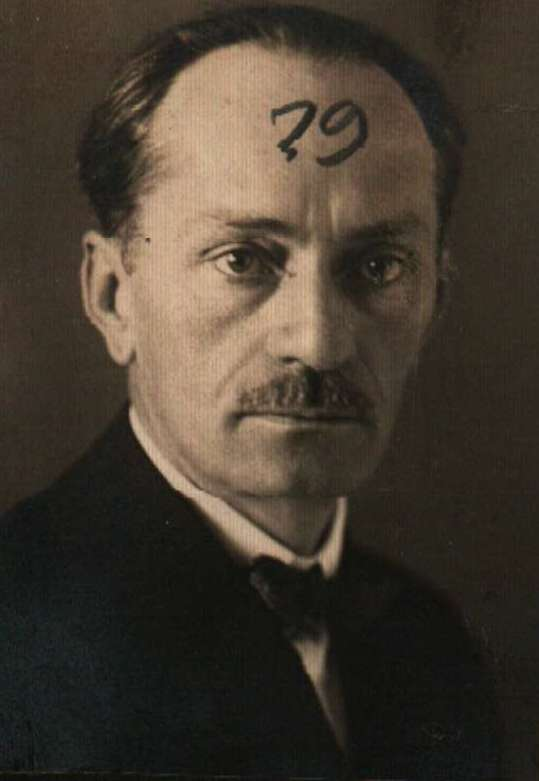
Добрі Неміров

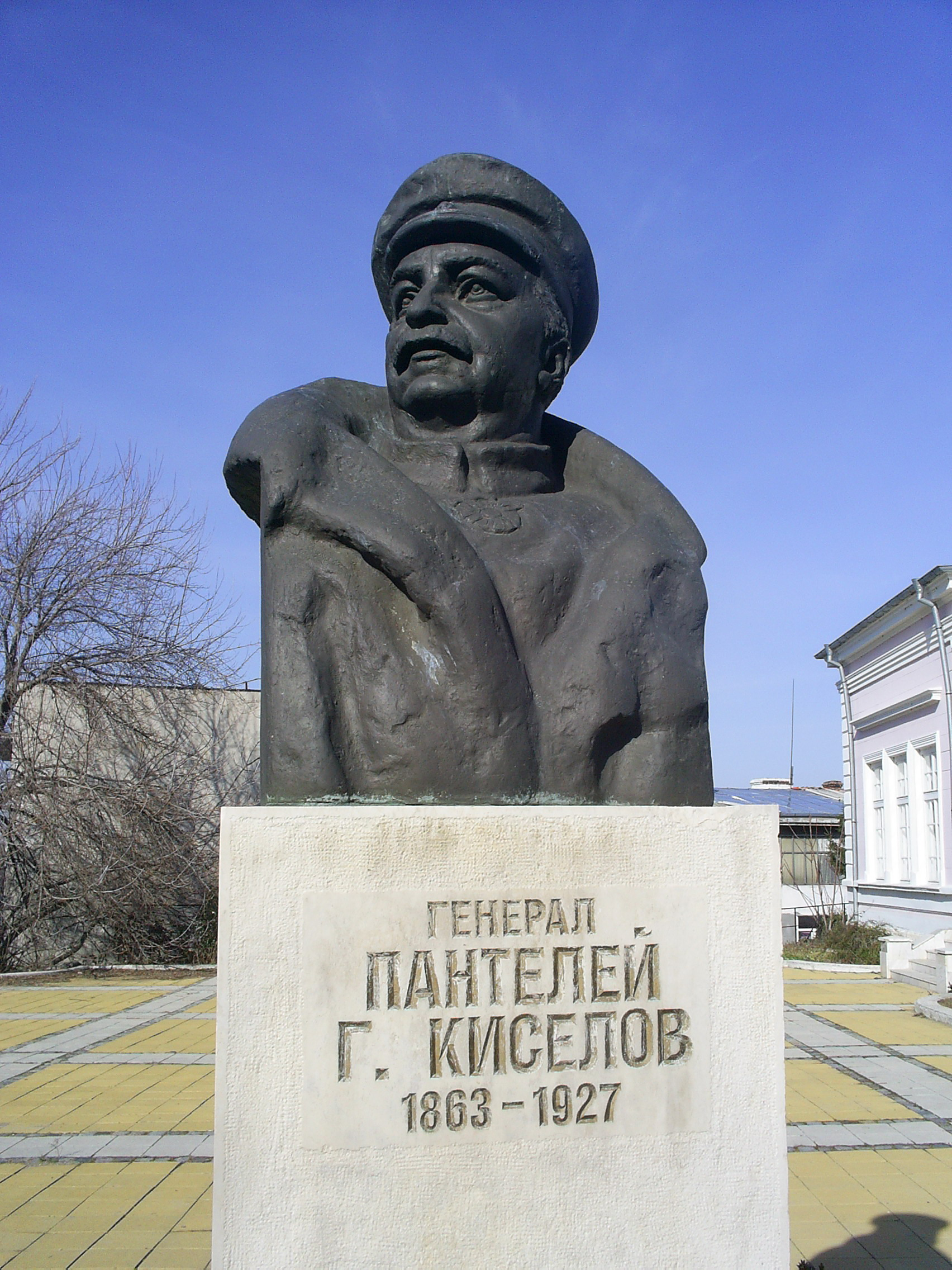
Меморіал ген. Пантелею Кіселову, керівнику Тутраканської битви

- Пенка Цанева-Бленика (1899—1978) — болгарська письменниця і перекладачка. Член Спілки болгарських письменників.
- Добрі Немиров (Добрі Хараламбієв Зарафов)
- Нікола Мавродінов, болгарський книговидавець з кінця 19 — початку 20 ст
- Нікола Мавродінов (2 листопада 1904 — 28 лютого 1958), болгарський вчений
- Петро Мавродінов (18 вересня 1873—1948), болгарський педагог, книговидавець і громадський діяч
- Христина Міленова Христова — Тита

## Зовнішні посилання
- Середньовічна фортеця Тутракан
- Тутраканська міська рада
- Сайт музеїв в Тутракані
- Вебсайт мусульманської ради опікунів, Тутракан
- Вища школа "Христо Ботев"
- Віртуальний музей середньої школи ім
- Вища школа ім. Йордана Йовкова
- Радіо і телебачення в Тутракані
- Туристична інформація Тутракан